# Seltsó
Seltsó (ruso: Сельцо́) es una ciudad rusa ubicada en la óblast de Briansk. Dentro de la óblast, está constituida como un ókrug urbano, es decir, el territorio de la ciudad forma una jurisdicción de segundo nivel, tanto administrativa como municipal, directamente subordinada a la óblast. Su territorio se enclava geográficamente en el raión de Briansk, pero no forma parte del mismo.
En 2021, el territorio de la ciudad tenía una población de 15 906 habitantes.
Se ubica unos 5 km al noroeste de la ciudad de Briansk, sobre la línea de ferrocarril que lleva a Smolensk.

## Historia
La localidad fue fundada en 1876 como un poblado ferroviario de la línea de ferrocarril de Riga a Oriol. En los años posteriores comenzaron a construirse aserraderos y en 1886 se abrió una pequeña industria metalúrgica. Como consecuencia de la Revolución de 1905, se estableció aquí un puesto de gendarmería para prevenir disturbios. Su desarrollo urbano comenzó en las décadas de 1920 y 1930, cuando la Unión Soviética estableció un centro industrial al que fueron a trabajar los campesinos de la zona descontentos con la colectivización; en esta época, la localidad pasó de unos seiscientos a unos ocho mil habitantes.
En 1935 se estableció aquí una industria militar, que hizo que en 1938 adoptase el estatus de asentamiento de tipo urbano. Su ubicación estratégica y su uso militar llevaron a los invasores alemanes a quemar la localidad en 1942, pero las necesidades militares de los soviéticos llevaron a su inmediata reconstrucción en 1944. En las décadas posteriores se desarrolló como área periférica de Briansk, llegando a superar los veinte mil habitantes en el último cuarto de siglo. Adoptó estatus de ciudad subordinada a la óblast en 1990.